# 木本喜美子
木本喜美子（きもと きみこ、1950年5月12日- ）は、日本の社会学者、一橋大学名誉教授。

## 略歴
新潟県生まれ。1973年津田塾大学学芸学部国際関係学科卒業。1978年北海道大学大学院教育学研究科博士課程満期退学。97年「家族・ジェンダー・企業社会 ジェンダー・アプローチの模索」で一橋大学から博士（社会学）。
広島大学総合科学部助手、立命館大学助教授、1990年一橋大学社会学部助教授をへて、93年教授、2001年社会学研究科教授(家族と労働の社会学専攻)、2016年定年退任、名誉教授。1996年『家族・ジェンダー・企業社会』で社会政策学会奨励賞受賞。

## 著書
- 『家族・ジェンダー・企業社会 ジェンダー・アプローチの模索』 (シリーズ・現代社会と家族) ミネルヴァ書房 1995
- 『女性労働とマネジメント』 (双書ジェンダー分析) 勁草書房 2003

### 共編著
- 『女と男の第二楽章 ノン・フェミニストの冒険』 (くらしの豊かさを求めて) 編. 井上純一,角田修一,二宮周平著 連合出版 1990
- 『セカンドマリッジガイド 自分からはじめる』編著,板本洋子, 深堀習,二宮周平,村瀬幸浩著 KDDクリエイティブ 1995
- 『ジェンダーから世界を読む』関啓子共編 明石書店 1996
- 『映画マニアの社会学 スクリーンにみる人間と社会』熊沢誠,清眞人共編著 明石書店 1997
- 『居場所を取り戻そう、男たち 受難の時代を生きる』庄司洋子,重川治樹共著 東京女性財団 1998
- 『ジェンダー』 (講座社会学）鎌田とし子,矢澤澄子共編 東京大学出版会 1999
- 『現代日本の女性労働とジェンダー 新たな視角からの接近』深澤和子共編著 ミネルヴァ書房 2000
- 『講座現代の社会政策 第4巻 社会政策のなかのジェンダー』大森真紀,室住眞麻子共編著 明石書店 2010
- 『ジェンダーと社会 男性史・軍隊・セクシュアリティ』(一橋大学大学院社会学研究科先端課題研究叢書) 貴堂嘉之共編 旬報社 2010
- 『貴女を輝かせるキャリアデザイン』広岡守穂,西山昭彦共編著 中央大学出版部 2010

### 翻訳
- マギー・ハム『フェミニズム理論辞典』高橋準共監訳 明石書店 1999
- ミリアム・グラックスマン『「労働」の社会分析 時間・空間・ジェンダー』監訳 法政大学出版局 2014

## 論文
- ＜木本喜美子